# Giovanny Espinoza
Giovanny Patricio Espinoza Pabón (ur. 12 kwietnia 1977 roku w Quito) – ekwadorski piłkarz występujący na pozycji środkowego obrońcy.

## Kariera sportowa
Obdarzony przydomkiem „Sombra” (Cień).
Reprezentował barwy LDU Quito, SBV Vitesse, Cruzeiro EC, Barcelona SC, Birmingham City oraz Unión Española.
W reprezentacji Ekwadoru zadebiutował w 2001 roku. Brał udział w Mistrzostwach Świata 2002 w Korei Południowej i Japonii oraz na Mistrzostwach Świata 2006 w Niemczech.